# マリア・シュナイダー (女優)
マリア・シュナイダー（Maria Schneider、本名:Marie Christine Gélin、1952年3月27日 − 2011年2月3日）はフランス・パリ出身の女優。父親はフランスの名優ダニエル・ジェランである。

## 略歴
パリで俳優のダニエル・ジュランとルーマニア人女性との間の私生児として生まれた。15歳で母親と喧嘩をして家を飛び出し、そのまま学校も退学しモデルを経て女優に転身し、1969年から映画に出演しはじめる。1972年にマーロン・ブランドと共演した『ラストタンゴ・イン・パリ』で注目を浴びる。これは父のダニエルが、ブランドの古くからの友人であったのと、監督のベルナルド・ベルトルッチとブランドが推薦したことによるものであった。しかし、当時はあまりにスキャンダラスな内容とみなされたため、波乱の女優人生を余儀なくされる。1970年代にはドラッグの問題を抱えたり、自殺未遂を図った事もある。その後もトラブルが多く、『欲望のあいまいな対象』など頓挫してしまった作品も少なくない。しかし1980年代にはドラッグ問題を克服し、晩年までコンスタントに脇役として芸能活動を続けた。
1974年にはバイセクシュアルであることを公表している。
2011年2月3日、ガンのため死去。58歳没。

## 代表作
| 公開年 | 邦題 原題                                         | 役名               | 備考           |
| ------ | ------------------------------------------------- | ------------------ | -------------- |
| 1969   | クリスマス・ツリー L'arbre de Noël                |                    | クレジットなし |
| 1970   | 栗色のマッドレー Madly                            |                    |                |
| 1971   | 花のようなエレ Hellé                              | ニコル             |                |
| 1972   | ラストタンゴ・イン・パリ Last Tango in Paris      | ジャンヌ           |                |
| 1974   | さすらいの二人 Professione: reporter              | 少女               |                |
| 1975   | 危険なめぐり逢い La baby sitter                   | ミシェル           |                |
| 1978   | 女教師ベニーナの性 Io sono mia                    | スーナ             |                |
| 1979   | 夜よ、さようなら La dérobade                      | Maloup             |                |
| 1980   | キラー・トラック Haine                            | マデレーン         |                |
| 1980   | みんなドラキュラ Mama Dracula                     | ナンシー・ハワイ   |                |
| 1984   | ヨーロッパ特急                                    |                    | 日本映画       |
| 1989   | バンカー・パレス・ホテル Bunker Palace Hôtel      | ミュリエル         |                |
| 1992   | 野性の夜に Les nuits fauves                       | ノリア             |                |
| 1996   | ジェイン・エア Jane Eyre                          | バーサ             |                |
| 2002   | 愛のはじまり La repentie                          | シャーロットの姉妹 |                |
| 2006   | クロイツェル・ソナタ 愛と官能の二重奏 Quale amore |                    |                |

## 日本語出版
- マリアとユゲット・ペロル、伊藤緋紗子（解説）と共著『パリおしゃべり散歩』光文社、2003年
- ヴァネッサ・シュナイダー『あなたの名はマリア・シュナイダー 「悲劇の女優」の素顔』

星加久実訳、早川書房、2021年。ISBN 4-15-210017-6。著者は親族で「ル・モンド」紙記者

## 参照
1. ↑  “Maria Schneider (I) - Biography” (英語).  IMDb. 2013年6月16日閲覧。
2. ↑  Maria Schneider Internet Movie Database
3. ↑  Hadleigh, Boze (2001), The Lavender Screen: The Gay and Lesbian Films, Citadel Press, p. 81, ISBN 0806521996
4. ↑  Abrams, Richard M. (2006), America Transformed: Sixty Years of Revolutionary Change, 1941-2001, Cambridge University Press, p. 165-6, ISBN 0521862469
5. ↑  “マリア・シュナイダーさん死去”. 共同通信 47NEWS. (2011年2月4日) 2011年2月3日閲覧。 {{cite news}}: |date=の日付が不正です。 (説明)⚠